# 太陽の小町
太陽の小町（たいようのこまち）は、ラフィーネプロモーションに所属する日本の男女お笑いコンビ。2014年4月結成。

## メンバー
つる（1986年6月17日 - ）（39歳）
ボケ担当、立ち位置は向かって左。
大阪府出身。本名は非公開。
趣味は旅行、絵本を描く、喫茶店、コーヒー、Among Us。特技は世界遺産、バレーボール。
看護師免許を持つ。
弟が1人いる。
NSC大阪女性タレントコース5期出身で、つぼみ1期生。同期の清原菜見子（元・唱和シェアリング）、りっぺ（現・トロピカルマーチ）とトリオ「初鳴」で活動していたが、2011年につぼみを卒業。りっぺとはコンビ「黒髪サンバ」として2020年の女芸人No.1決定戦 THE Wへ出場し、準決勝まで進出した。
かつてヒコロヒーと同居していた。同期の福田麻貴（3時のヒロイン）とは親交が深い。
もらって嬉しい差し入れは、無印良品のフランス産じゃがいもポテトチップス塩。

安田 一平（やすだ いっぺい、1985年6月29日 - ）（39歳）ツッコミ担当、立ち位置は向かって右。
普通自動車（第2種）の資格を持つ。(タクシー運転可)
大阪府八尾市出身。
趣味は読書、漫画を読む。特技はりんごを片手で潰す、ジャンプ力1m（ジャンプする時は足を曲げた状態）、バレーボール、カフェなどのガタガタしたテーブルを元に戻せる。
兄と姉がいる。
ふんどしを愛用している。
NSC大阪校31期出身で、コンビ「カシノメタ」として活動していた。
もらって嬉しい差し入れは、KALDIのマサマキリマンジャロコーヒーゼリー。

## 略歴
元々それぞれ違うグループを組んで吉本興業大阪本社に所属しており、2014年4月21日に現在のコンビを結成。大阪で活動していたが2015年4月に上京する。しばらくの間フリーを経て2017年よりオフィス北野に所属後、2018年6月にかんちゃま、荒ぶる神々と共にラフィーネプロモーションへ移籍した。

## 出演

### ライブ
- 人の漫才を笑うな（単独ライブ）
- ひげライブ（共催：ハニーベージュ）

### 世界遺産ライブ
- タージマハル（2017年5月）
- グランドキャニオン（2018年9月7日）
- サグラダ・ファミリア（2020年冬予定）

### CM
- 日本郵政 かんぽ生命保険「ご近所散歩中・新医療特約」（2022年4月1日 - ） - つるのみ[8][9]

### テレビ
- キョコロヒー（2021年 - 、テレビ朝日） - つるがヒコロヒーの同居人という縁から、いじわる選手権企画などにVTR出演。まれに安田も登場する。